# Plagiothecium orthothecioides
Plagiothecium orthothecioides là một loài Rêu trong họ Plagiotheciaceae. Loài này được (Meyl.) Jedl. miêu tả khoa học đầu tiên năm 1950.